# Милекич, Драшко
Драшко Милекич (серб. Драшко Милекић; 15 октября 1969) — югославский и сербский футболист.

## Биография
Профессиональную карьеру начинал в клубе «Сартид» Смедерево. В 1998 году перебрался в чачакский «Борац», однако часто на поле не выходил. 7 июля 2000 года вместе с другими югославскими игроками, среди которых были Предраг Алемпиевич, Ненад Чиркович, Срдан Савичевич и Горан Сретенович был заявлен за российский «Уралан», который стал первым зарубежным клубом в его карьере. Уже на следующий день в матче 16-го тура чемпионата России на выезде против «Спартака», выйдя в стартовом составе, дебютировал за клуб. В сезоне из всех новичков клуба стал самым продуктивным игроком, проведя 14 матчей и забил 3 гола.. «Уралан» покинул высший дивизион, а Милекич вернулся на родину, где играл за «Раднички» из Крагуеваца и белградский «Хайдук».